# Redzeń Pierwszy
Redzeń Pierwszy – wieś w Polsce położona w województwie łódzkim, w powiecie sieradzkim, w gminie Burzenin, w sołectwie Tyczyn.
W latach 1975–1998 miejscowość należała administracyjnie do województwa sieradzkiego.